# لحظه‌ها و همیشه
لحظه‌ها و همیشه عنوان یکی از مجموعه‌های شعری احمد شاملو شاعر معاصر ایرانی است. از شعرهای این مجموعه می‌توان انگیزه‌های خاموشی، کوه‌ها، ره‌گذران، شبانه و وصل را نام برد.